# Volkert Merl
Volkert Merl (Erfurt, 10 februari 1944) is een Duits voormalig autocoureur. In 1980 won hij de 24 uur van Daytona.

## Carrière
Merl begon zijn autosportcarrière halverwege de jaren '70 in de toerwagens. Hij begon met rijden in Opels en Alfa Romeos, voordat hij naar Porsche overstapte. Hier zou hij zijn grootste successen mee behalen. In 1976 en 1977 reed hij met een Porsche 934 in het Deutsche Rennsport Meisterschaft (DRM) en de Deutschen Automobil-Rundstrecken-Pokal (DARM). In 1976 won hij in Ulm zijn eerste DARM-race.
Tussen 1978 en 1981 reed Merl in de hoogste divisie van de DRM in een Porsche 935. In 1978 kwam hij uit voor Konrad Motorsport. Een jaar later stapte hij over naar Joest Racing, waar hij tot 1983 bleef rijden. In 1982 stapte het kampioenschap over naar Group 6- en Group C-reglementen, waarop Merl van auto veranderde naar de Porsche 908/3 Turbo en de Porsche 936C. In deze jaren behaalde hij slechts een zege, in 1980 op de Nürburgring, maar eindigde hij toch driemaal in de top 5 in het kampioenschap. In 1980 werd hij vierde, in 1982 vijfde en in 1983 werd hij achter Bob Wollek tweede in de eindstand.
In 1977 nam Merl voor het eerst deel aan langeafstandsraces in het World Sportscar Championship. Hij debuteerde aan het eind van dat jaar bij Kremer Racing in een Porsche 934/5 en een Porsche 935. Het daaropvolgende jaar reed hij voor Konrad in een Porsche. In 1979 stapte hij over naar Joest en reed hij tot 1984 in verschillende Porsches. In 1979 behaalde hij, samen met teambaas Reinhold Joest, zijn eerste zeges in de 6-uursraces van Dijon en Brands Hatch. In 1980 behaalde hij zijn grootste overwinning in de 24 uur van Daytona, die hij deelde met teambaas Joest en Rolf Stommelen. Hij nam tussen 1980 en 1984 driemaal deel aan de 24 uur van Le Mans, waarin hij in 1983 zijn beste resultaat behaalde met een vierde plaats, die hij deelde met Clemens Schickentanz en Mauricio de Narváez.
Tussen 1980 en 1982 nam Merl ook deel aan het Interserie-sportwagenkampioenschap. Hier reed hij onder meer in een Porsche 908/3 Turbo en een Porsche 936C. In zijn eerste seizoen behaalde hij direct de titel met twee overwinningen uit vijf races. In 1982 werd hij met een zege tweede achter Roland Binder. In 1984 reed hij zijn laatste race in de autosport bij een eenmalig optreden in de Interserie op het Autodrom Most bij het D.S. Racing Team, waarin hij derde werd.